# Han Guangwudi
Han Guangwudi, imię publiczne: Wenshu, chiń. 文叔 (ur. 13 stycznia 5 p.n.e. w Jiyang, zm. 29 marca 57 n.e. w Luoyangu) – pierwszy cesarz Późniejszej dynastii Han, panujący od 5 sierpnia 25 aż do śmierci.
Guangwu (imię osobiste Liu Xiu) był potomkiem cesarza Jinga (157–141 p.n.e.) w szóstym pokoleniu. Pod koniec 22 jego starszy brat, Liu Yan, podniósł bunt przeciwko Wang Mangowi (9–23). Z sukcesów rebeliantów skorzystał jednak głównie inny członek klanu Liu, Liu Xuan (23-25), który obwołał się cesarzem i szybko pozbył się konkurenta w postaci brata Guangwu. Ze względu na jego zasługi na polu walki ten ostatni nie mógł jednak zostać całkowicie odsunięty na bok i w 24 udało mu się uzyskać samodzielne dowództwo w północno-wschodnich Chinach. To w tym regionie pośród ciągłych walk Guangwu zbudował faktycznie niezależne władztwo i 5 sierpnia 25 ogłosił się cesarzem, podczas gdy w międzyczasie Liu Xuan zginął w walce z Czerwonymi Brwiami. Gunagwu pokonał Czerwone Brwi wchodząc w sojusz z kontrolującym dolinę rzeki Wei Wei Ao, po to tylko by doprowadzić do jego zagłady w 33. Wojna domowa ostatecznie zakończyła się w 36, gdy zginął najpoważniejszy przeciwnik Guangwu, panujący w Syczuanie Gongsun Shu.
Guangwu uważał się za odnowiciela rządów Hanów po okresie uzurpacji Wang Manga, w rzeczywistości jednak założona przez niego dynastia miała niewiele wspólnego ze swoimi poprzednikami, ponieważ nowa elita rządząca wywodziła się ze wschodu, a nie z północnego zachodu, jak w okresie Wcześniejszej dynastii Han. Wymownym znakiem tego braku ciągłości pomiędzy Wcześniejszymi a Późniejszymi Hanami było przeniesienie stolicy z zachodu na wschód, do Luoyangu. Guangwu starał się na wiele sposobów nadać swojej dynastii aurę religijnej legitymacji i w przyszłości traktowano go jako wzór do naśladowania w zakresie cesarskiego kultu. W rzeczywistości wiele ze sprawowanych przez niego rytuałów ustanowił jednak Wang Mang. W administracji Guangwu starał się kontynuować wzorce pozostawione przez Wcześniejszą dynastię Han, dokonując jednak pewnych istotnych zmian, z których najważniejszą było zniesienie obowiązku powszechnej służby wojskowej. Prowadził pasywną politykę zagraniczną, tłumiąc rebelie na południu i po początkowych klęskach z ich ręki korzystając z rozpadu Xiongnu na Północnych i Południowych, co pozwoliło mu na zabezpieczenie północnej granicy. Początkowo ożeniony z wywodzącą się z północy Guo Shengtong, ulegając naciskom rodów ze swojej rodzimej komanderii, które tworzyły najpotężniejszą frakcję na jego dworze, w 41 uczynił swoją cesarzową wywodzącą się tak samo jak on z Nanyang Yin Lihua. Tym samym następcą tronu został jego najstarszy syn z tego związku, przyszły cesarz Ming (57–75).

## Młodość i początek wojny domowej

### Pochodzenie i młodość
Liu Xiu urodził się 13 stycznia 5 p.n.e. w yamenie powiatu (縣, xiàn) Jiyang w komanderii Chenliu (dzis. część Kaifengu), gdzie jego ojciec Liu Qin był urzędnikiem. Był trzecim synem Liu Qina i Fan Xiandu, która pochodziła z bogatego rodu właścicieli ziemskich z komanderii Nanyang. Jego starszym bratem był Liu Yan. Oprócz tego Liu Xiu miał jeszcze trzy siostry. Liu Qin był potomkiem cesarza Jinga (157–141 p.n.e.) w piątym pokoleniu. To powiązanie z rodem panującym było jednak odległe - ani sam Liu Qin, ani jego ojciec, ani dziadek nie byli markizami (侯, hóu), i bez wątpienia cała gałąź nie figurowała już w rejestrach klanu cesarskiego. Rodzina straciła szlachecki status za panowania Wang Manga (9–23).
Liu Qin zmarł w 4 i Liu Xiu znalazł się pod opieką jego młodszego brata, Liu Lianga, który był urzędnikiem w powiecie Xiao w księstwie (wang) Pei (na północny zachód od dzisiejszego powiatu Xiao w Anhui). To tam Liu Xiu miał uczęszczać do szkoły. W wieku 15 lat został wysłany do stołecznego Chang’anu (dzis. Xi’an), gdzie miał spędzić pięć lat na studiowaniu konfucjańskich klasyków. Nawet jego oficjalna biografia przyznaje, że zapoznał się jedynie z ogólnymi ideami klasyków. W rzeczywistości „był jedynie młodym człowiekiem poznającym salony wielkiego miasta”.
Liu Xiu powrócił do rodzinnej posiadłości w dystrykcie (鄉, xiāng) Chongling w powiecie Caiyang (dzis. Zaoyang), ponownie pojawił się jednak w Chang’anie w 21 w sprawie podatkowej swojego dalekiego kuzyna Liu Changa, dawnego markiza Chongling. Wkrótce jednak musiał usunąć się z miasta ponieważ jego starszy brat, Liu Yan, zebrał grupę zwolenników i zamierzając zbuntować się przeciwko Wang Mangowi zaczął uprawiać rozbój. Aby uniknąć kłopotów ze względu na pokrewieństwo z przestępcą na początku 22 Liu Xiu udał się do swojego szwagra Deng Chena, zamieszkującego w Xinye (dzis. część Nanyangu). Został na krótki czas aresztowany, ale później uwolniono go dzięki lokalnym wpływom i przyjaźni z miejscowym urzędnikiem Pan Linem. To w Xinye Liu Xiu spotkał Yin Lihua, córkę miejscowej wpływowej rodziny, która w 23 stała się jego oficjalną konkubiną.

### Rebelia przeciwko Wang Mangowi

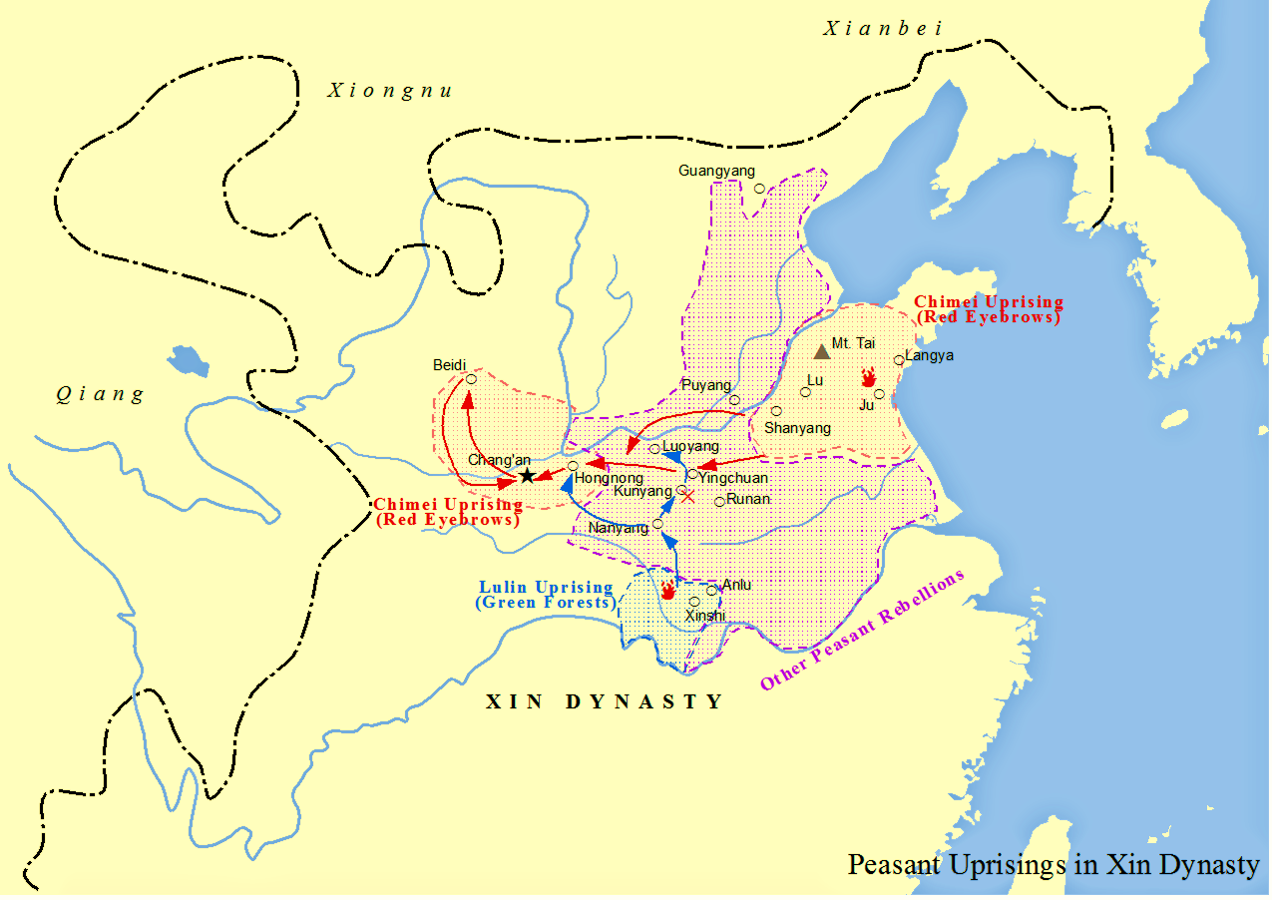
Powstania chłopskie przeciwko Wang Mangowi

Liu Xiu pośredniczył pomiędzy Liu Yanem a innym wpływowym rodem komanderii Nanyang, Li, w sprawie przyłączenia się do planowanego buntu. Pomimo tego że Liu Yan niegdyś zabił jednego z braci Li to rody Liu i Li zdecydowały się zapomnieć o dawnych urazach i wspólnie wystąpić przeciwko Wang Mangowi. Powstanie wybuchło w październiku albo listopadzie 22 roku i po pierwszych sukcesach zostało pokonane przez lokalne siły rządowe pod Xiao-Chang’an. W tej bitwie zginął m.in. brat Liu Xiu Zhong, jego siostra Yuan (żona Deng Chena) i jej trzy córki. Dotychczas raczej biernie obserwujący bieg wydarzeń lokalni urzędnicy uznali że powstanie jest stłumione i zaczęli poszukiwać i skazywać na śmierć krewnych powstańców.
W tym momencie Liu Yanowi udało się zdobyć poparcie kolejnej oprócz wcześniej pozyskanych grupy chłopskich powstańców, tzw. Oddziałów znad Dolnej Jangcy. Te posiłki z naddatkiem wyrównały straty poniesione przez rebeliantów i w 23 dwukrotnie pokonali oni oddziały Wang Manga, po czym rozpoczęli oblężenie stolicy komanderii, miasta Wan (dzis. Nanyang). Liu Yan utracił przywództwo nad buntownikami gdy 11 marca 23 wchodzący w skład jego armii przywódcy chłopskich oddziałów ogłosili cesarzem jego dalekiego kuzyna, Liu Xuana (23–25) (znanego także jako cesarz Gengshi). W nowym rządzie Liu Xiu otrzymał stanowisko Ministra ds. Ceremoniału (太常, tàicháng), zaś Liu Yan urząd Wielkiej Escelencji ds. Mas (大司徒, dà sītú).
Pomimo swojej nowej funkcji ministra Liu Xiu nadal służył w polu jako generał porucznik (偏將軍, piānjiāngjūn). W tym charakterze został wysłany z nową armią by podporządkować rebeliantom północ i wschód komanderii Nanyang, a następnie ruszyć do Yingchuan (ze stolicą w dzis. Yuzhou), Runan i Pei. Tymczasem Wang Mang zmobilizował wielką armię i wkrótce jego generałowie Wang Xun i Wang Yi wkroczyli do Yingchuan, spychając oddziały buntowników w stronę Kunyangu (dzis. powiat Ye w prefekturze Pingdingshan), który zaczęli oblegać. Liu Xiu i innym dowódcom udało się wyrwać z okrążenia, po czym przystąpili do pospiesznego mobilizowania żołnierzy w sąsiednich powiatach. 7 lipca buntownicy powrócili pod Kunyang i pokonali generałów Wang Manga w decydującej bitwie. Nawet jeśli przyjmiemy, że historycy epoki Han mieli tendencję do wyolbrzymiania zasług przyszłego cesarza, to wygląda na to, że dowodzący awangardą Liu Xiu istotnie przyczynił się do zwycięstwa i zasłużył sobie na szacunek niezależny od zasług swojego starszego brata. Ta nowo zdobyta samodzielna pozycja wśród sił buntowników wkrótce miała się okazać nad wyraz przydatna. Trzy dni po bitwie pod Kunyangiem Wan poddało się Liu Yanowi i Gengshi zdecydował, że musi się pozbyć swojego potencjalnego rywala. Kilka tygodni później Liu Yan został stracony na podstawie sfabrykowanych zarzutów.
Wang Mang nigdy nie podniósł się po klęsce pod Kunyangiem. Lokalni urzędnicy zaczęli uznawać władzę Gengshi, a kolejne bunty wybuchły w Syczuanie, w dolnym biegu rzeki Han, wzdłuż dolnej Jangcy i w północnej części Wielkiej Równiny. W tej sytuacji Gengshi rozpoczął marsz na Chang’an. Wang Mang zginął 6 października 23 w walce ze zbuntowanymi mieszkańcami regionu stolicy. Jego głowę odcięto i wysłano Gengshi.

### W służbie Gengshi

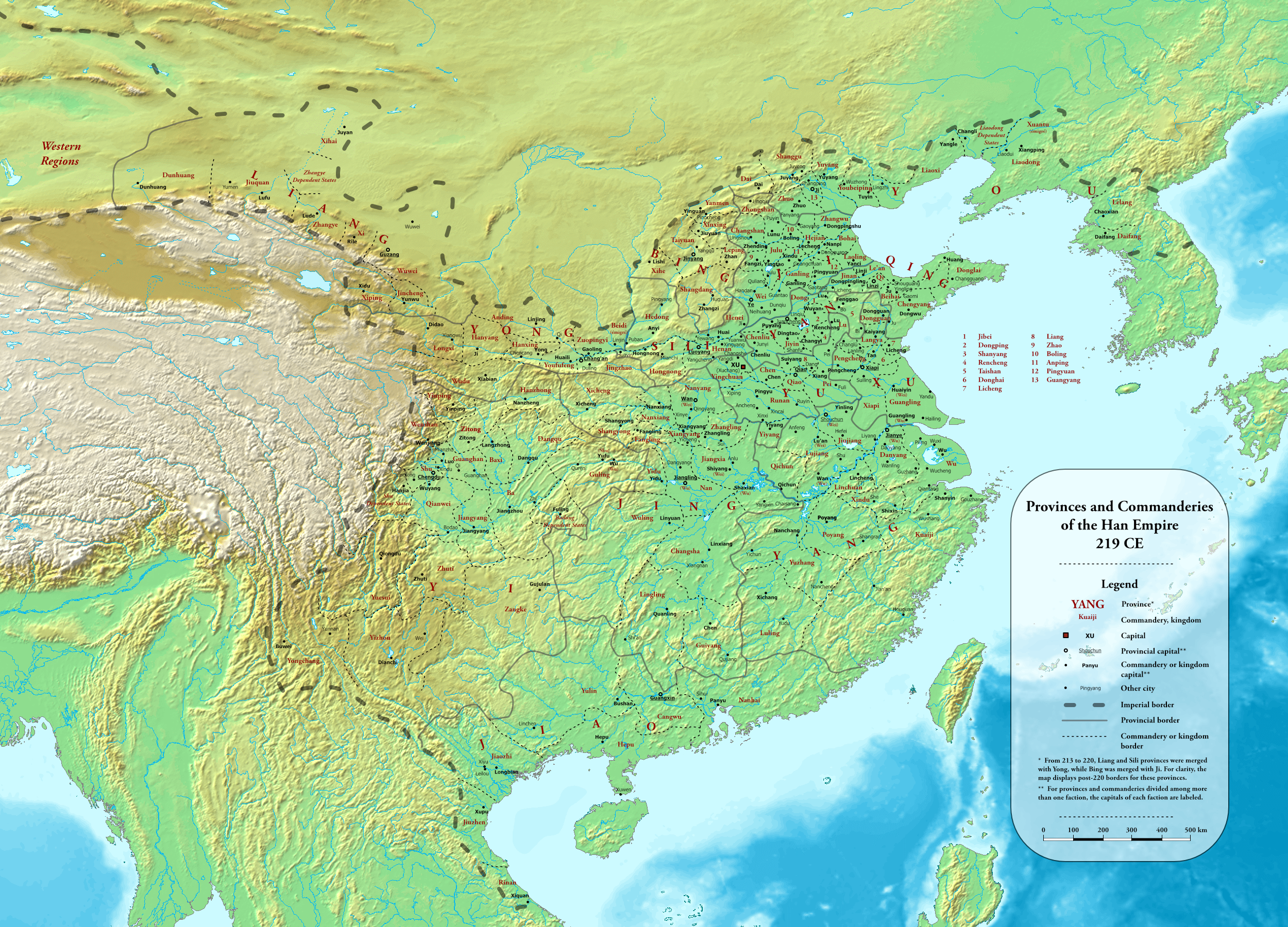
Prowincje i komanderie Cesarstwa Han niedługo przed jego upadkiem

Po śmierci Liu Yana Liu Xiu stał się głową swojej rodziny i tym samym odziedziczył problem „poradzenia sobie we właściwy sposób z człowiekiem, który był odpowiedzialny za śmierć jego brata, ale poza tym był przywódcą sprawy Hanów”. Ponieważ jego życie było realnie zagrożone zrezygnował z urzędu ministra i nie nosił żałoby po swoim bracie, generalnie zachowując się jakby nic się nie stało. Gengshi awansował go do stopnia generała i nadał mu tytuł markiza, co mogło sugerować próbę pojednania z wpływową grupą cesarskich krewnych, ale także zamiar trzymania Liu Xiu pod kontrolą.
Po śmierci Wang Manga Gengshi mianował Liu Xiu pełniącym obowiązki (假, jiǎ) pułkownika Straży Przybocznej (司隷校尉, sīlì xiàowèi) i wysłał go by ten odbudował pałace i biura w Luoyangu w ramach przygotowań do przeniesienia tam stolicy. Kilka tygodni później Gengshi zaczął wysyłać swoich przedstawicieli mających ustanowić władzę nowego reżimu w różnych regionach imperium i Liu Xiu jako Komisarz (護, hù) został wysłany na Północ. Przedtem otrzymał jednak tytuł pełniącego obowiązki Wielkiego Marszałka (大司馬, dà sīmǎ) oraz Buławę (節, jié) oznaczającą iż może on mianować na urzędy oraz wymierzać kary w imieniu cesarza. Liu Xiu zabiegał o tę misję dla siebie, chociaż cesarz i jego doradcy, na czele z przeciwstawiającym się tej decyzji Zhu Weiem, mieli wątpliwości co do słuszności powierzenia mu niezależnego dowództwa. Z drugiej strony Liu Xiu nie miał jednak żadnych wcześniejszych powiązań z regionem na północ od Huang He i mógł tam polegać tylko na sobie.
Na początku 24 Liu Xiu dotarł do komanderii Shanggu (część dzis. Hebei i Pekin), gdzie czekała go konfrontacja z przywódcą miejscowych rebeliantów, Wang Langiem, który podobnie jak Gengshi ogłosił się cesarzem i zaczął rezydować w pałacu dawnego księstwa z epoki Wcześniejszych Hanów w mieście Handan w komanderii Zhao. Poparcie dla Wang Langa w północno-wschodnich Chinach było na tyle silne, że początkowo Liu Xiu nie mógł zmobilizować przeciwko niemu żadnych wojsk. W tej sytuacji będąc ściganym przez oddziały Wang Langa uciekł z miasta Ji (dzis. Pekin) na południe do komanderii Xindu (dzis. południowe Hebei), którą zarządzał mianowany przez Gengshi Ren Guang. Ren Guang oddał pod dowództwo Liu Xiu około 4 tys. ludzi i teraz ten przystąpił do lokalnej ofensywy, wymuszając na okolicznych miastach dodatkowych rekrutów. Kiedy jednak po serii lokalnych sukcesów Liu Xiu zamierzał zaatakować Zhao został zaskoczony przez atak Wang Langa. Liu Xiu udało się uratować znaczną część taboru swoich pokonanych wojsk, jednak znalazł się teraz na wygnaniu w mieście Guang'e w komanderii Julu (dzis. południowe Hebei).
W tym krytycznym momencie Liu Xiu otrzymał posiłki z komanderii Shanggu i Yuyang (dzis. Hebei oraz Pekin i Tianjin), gdy ich namiestnicy Geng Kuang i Peng Chong zdecydowali się poprzeć Gengshi. Dodatkowo ich oddziały, dowodzone przez Wu Hana i Geng Yana (syna Geng Kuanga), zaatakowały Wang Langa od północy. Liu Xiu przeszedł do ofensywy i pomimo tego że w międzyczasie poniósł kilka porażek jego pozycję dodatkowo umocniło przybycie z południa generała Xie Gonga na czele oddziałów przysłanych przez Gengshi. Z początkiem lata dowódcy Gengshi zaatakowali Handan, które upadło trzy tygodnie później. Wang Lang został zabity podczas ucieczki.
Po zwycięstwie nad Wang Langiem Liu Xiu dowodził największą zorganizowaną siłą na północ od Huang He. Zdobył także poparcie miejscowych elit, sojusz z którymi scementował jego związek z Guo Shengtong, siostrzenicą księcia (wang) Zhending Liu Yanga. Gengshi nadał Liu Xiu tytuł księcia Xiao, powiatu w Pei w którym ten się wychowywał, jednocześnie jednak nakazał mu rozwiązanie swoich wojsk i powrót na dwór do Chang’anu. Była to próba rozciągnięcia kontroli nad nowym politycznym graczem i zgodnie z przewidywaniami (zachęcony do tego przez swoich oficerów) Liu Xiu odmówił. Udało mu się ukryć swoje plany przed wiernym Gengshi Xie Gongiem na tyle długo, że ten został złapany w pułapkę i zabity przez Wu Hana.

## Walka o cesarstwo

### Opanowanie wschodu

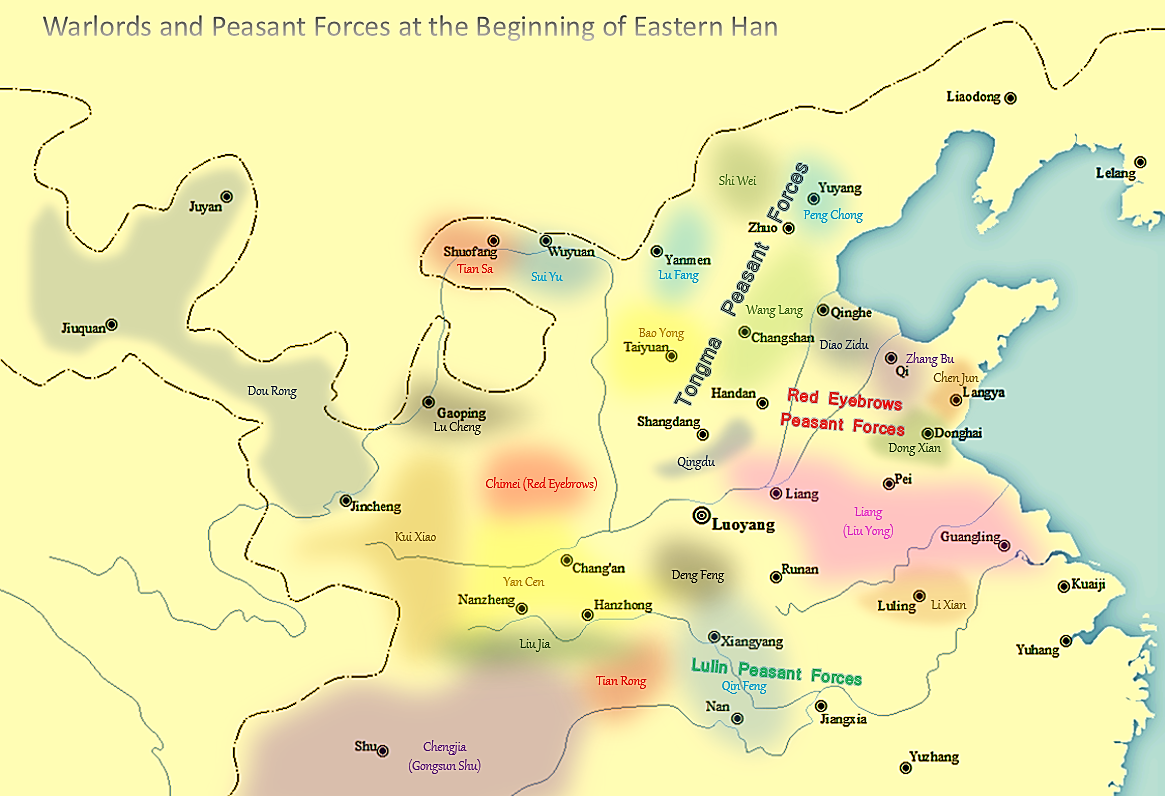
Siły rozmaitych buntowników i chłopskich rebelii niedługo przed i u zarania rządów Liu Xiu

Pozostałą część lata 24 po pokonaniu Wang Langa Liu Xiu wykorzystał na walkę z miejscowymi bandami, co pozwoliło mu także na rekrutację niektórych z nich. W rezultacie jego armia poważnie się powiększyła, a ponieważ duża część tych bandytów należała do chłopskich Oddziałów Tongma, dwór Gengshi zaczął go nazywać "cesarzem Tongma". Gdy jesienią część Czerwonych Brwi przekroczyła Huang He Liu Xiu pokonał ją i zmusił do odwrotu na południe. Oddziały pokonane przez Liu Xiu dołączyły do głównych sił Czerwonych Brwi, które z końcem roku dotarły do przełęczy i zamknęły przebywającego w Chang’anie Gengshi w pułapkę. Wiosną 25 Czerwone Brwi były już po drugiej stronie przełęczy i bardzo powoli maszerowały w kierunku Chang’anu. Chcąc nadać swojemu ruchowi jakąś legitymizację w szóstym miesiącu 25 przywódcy Czerwonych Brwi obwołali marionetkowym cesarzem małoletniego potomka Gaozu Liu Penzi.
Tymczasem Liu Xiu, który nadal walczył z opozycją na północy, wysłał na południe do komanderii Henei (dzis. Henan) Kou Xuna i Feng Yi: pierwszego by przejął administrację, a drugiego by zaatakował garnizon Gengshi w Luoyangu. Obaj osiągnęli znaczne sukcesy i ulegając naciskom swoich podkomendnych 5 sierpnia Liu Xiu ogłosił się cesarzem w powiecie He w komanderii Changshan (dzis. południowe Hebei), proklamując erę Jianwu („Ustanowienie wojskowej siły”). Do historii miał przejść pod swoim imieniem pośmiertnym Guangwu („Wojskowa doskonałość”). W następnym miesiącu Czerwone Brwi wkroczyły do Chang’anu - Gengshi początkowo uciekł, później został jednak schwytany i ostatecznie zabity w listopadzie/grudniu 25. W tej sytuacji, ponieważ małoletni Liu Penzi był jedynie marionetką w rękach Czerwonych Brwi, Guangwu stał się najpoważniejszym pretendentem do cesarskiego tronu. 5 listopada dowódca garnizonu w Luoyangu, Zhu Wei, poddał się Guangwu. Chociaż był on jego dawnym politycznym przeciwnikiem Guangwu postąpił wobec niego łaskawie i inni potraktowali to jako zachętę do przejścia na jego stronę. To w Luoyangu, który niegdyś był stolicą Zhou, Guangwu ustanowił swoją siedzibę.
W marcu 26 Czerwone Brwi skonsumowały zapasy zgromadzone w Chang’anie i wyruszyły na zachód w górę rzeki Wei. Wycieńczeni trudami marszu w nieprzyjaznym terenie chłopi zostali jednak pokonani przez miejscowego watażkę, Wei Ao, by następnie paść ofiarą wczesnego mrozu i burz śnieżnych. W tej sytuacji Czerwone Brwi zawróciły, by w październiku 26 z powrotem znaleźć się w splądrowanym uprzednio  Chang’anie. Następnie udały się z powrotem na wschód, jednak zostały otoczone przez przeważające siły Guangwu i 15 marca 27 skapitulowały. Większość Czerwonych Brwi została osiedlona w rejonie Luoyangu, by stanowić bazę dla nowej stolicy i pozostawać pod kontrolą.
Na ten moment Guangwu nie poczynił żadnych dalszych działań w kierunku zachodnim, polegając na neutralności Wei Ao i dobrych stosunkach z bardziej oddalonym Dou Rongiem, który przejął kontrolę nad północno-zachodnimi terytoriami położonymi za linią Huang He. Guangwu natomiast skoncentrował się na przejęciu pełnej kontroli nad północną równiną oraz rozciągnięciem swojej władzy na wschodnie wybrzeże. W międzyczasie na północy musiał jednak stłumić rebelię księcia Zhending Liu Yanga w 26 i poważniejszy bunt namiestnika Yuyangu Peng Chonga w latach 26 do 28. Jednoczesne rozbicie ostatnich grup bandytów w tym regionie oznaczało jego ostateczną pacyfikację.
Na południe od Huang He w latach 26 i 27 Guangwu zniszczył innego pretendenta do cesarskiego tronu, Liu Yonga, by w następnym roku pokonać resztki jego sił znajdujące się pod nominalnym dowództwem jego syna, Liu Yu. Następnie przyszła kolej na Zhang Bu, Dong Xiana i Li Xiana, których terytoria rozciągały się od masywu Tai Shan i Półwyspu Szantung aż do basenu rzeki Huai. Z początkiem 29 Guangwu pokonał połączone siły tych watażków i wiosną 30 wszelka opozycja w regionie została wyeliminowana. Bliżej stolicy w 26 siły Guangwu zniszczyły grupy bandytów w rejonie Luoyangu i z początkiem 27 ujęły miejscowego przywódcę Zhang Mana, który został stracony. Kampania w rodzinnej komanderii Guangwu, Nanyang, została przerwana przez bunt Deng Fenga, który zaatakował swojego dowódcę Wu Hana z zemsty za splądrowanie jego ojczystych terenów. Deng Feng połączył siły z miejscowym przywódcą Dong Xinem by przystąpić do oblężenia miasta Wan i został pokonany dopiero osobiście przez Guangwu.
Po spacyfikowaniu Nanyang przyszedł czas na opanowanie położonej bardziej na południe komanderii Nan ze stolicą w Jiangling (dzis. Jingzhou), w której rządził miejscowy watażka Qin Feng, sprzymierzony z dowódcą Yan Cenem i swoim południowym kolegą Tian Rongiem. Jesienią 27 generał Guangwu Cen Peng przekroczył rzekę Han i rozpoczął oblężenie Qin Fenga. Do końca 29 wszelki opór został przezwyciężony - Qin Feng zginął, podczas gdy Yan Cen i Tian Rong uciekli przez Przełomy Jangcy aby dołączyć do Gongsun Shu w Syczuanie. Ten sukces sprawił, że władzę Guangwu uznali także namiestnicy prowincji położonych na południe od Jangcy.

### Wojna na zachodzie
Pod koniec 30 jedynymi poważnymi rywalami jacy pozostali Guangwu byli rządzący w górnym biegu rzeki Wei Wei Ao, panujący w Syczuanie Gongsun Shu i kontrolujący północny zachód Dou Rong. Obserwując sukcesy Guangwu na wschodzie w 29 Dou Rong wysłał do niego poselstwo by zawrzeć porozumienie z nowym cesarskim reżimem i od tej pory był jego cennym sojusznikiem. Guangwu szukał także porozumienia z Wei Ao, oferując uznanie jego autonomii, ten jednak lawirował pomiędzy nim a Gongsun Shu. Kiedy Guangwu postanowił zaatakować tego ostatniego poprosił Wei Ao o zgodę na przemarsz przez jego terytorium i wsparcie. Zmuszony do ostatecznego opowiedzenia się Wei Ao odmówił i siły Guangwu zwróciły się teraz przeciwko niemu. Ich początkowa ofensywa w 30 zakończyła się niepowodzeniem, jednak kontratak Wei Ao został z łatwością odparty. Kampania roku 32 doprowadziła niemal do jego zagłady, jednak Guangwu musiał wrócić z większością wojsk na wschód w obliczu rewolty w Yingchuan. Na szczęście dla niego Wei Ao zmarł na początku 33 i w następnym roku zdezorganizowane pozostałości jego oddziałów zostały pokonane albo przepędzone.
Gongsun Shu miał się okazać najpoważniejszym przeciwnikiem Guangwu. Ogłosił się on cesarzem w 25 i Guangwu starał się utrzymywać z nim pokojowe stosunki gdy walczył z innymi przeciwnikami. Terytorium Gongsun Shu było niemal niedostępne dla ataku z zewnątrz i uczynił on niewiele, by je poszerzyć. W 29 wysłał Tian Ronga przez Przełomy Jangcy, ten został jednak powstrzymany przez Cen Penga. W 33 siły Gongsun Shu po raz kolejny udały się w rejon Przełomów, jednak po ustanowieniu tam defensywnej pozycji dalej się nie posunęły. W 35, po pokonaniu Wei Ao, Guangwu nakazał Cen Pengowi przejście do ofensywy. W kwietniu lub maju flota Guangwu przełamała obronę sił Gongsun Shu w rejonie Przełomów. Armia Guangwu wyruszyła teraz w kierunku Jiangzhou (dzis. Chongqing), po czym w dwóch kolumnach udała się w kierunku stolicy Gongsun Shu, Chengdu. Atak przez góry Qin Ling od strony doliny rzeki Wei został powstrzymany przez zamordowanie generała Lai Xi, podczas gdy postęp na południu został również zablokowany przez zamordowanie Cen Penga zimą 35. Wu Han przybył jednak na czele drugiej fali atakujących i pod koniec 36 dotarł pod Chengdu. W tym momencie jego wojska miały zapasy jedynie na siedem dni i Wu Han rozpoczął przygotowania do odwrotu. 24 grudnia Gongsun Shu został jednak śmiertelnie ranny podczas wypadu poza mury miasta. Następnego dnia Yan Cen poddał Chengdu Wu Hanowi, który dwa dni później zabił jego i rodzinę Gongsun Shu oraz wydał miasto na rabunek żołnierzy.
Guangwu miał być wściekły na Wu Hana za poczynioną przez niego rzeź jego zwycięstwo oznaczało jednak koniec wojny domowej i triumf nowego cesarza z dynastii Han. Wu Han powrócił do Luoyangu z cesarskimi insygniami i dworskimi rekwizytami Gongsun Shu i latem 37 został przywitany uroczystym bankietem na swoją część.

## Restauracja dynastii Han

### Restauracja dynastii Han - nowe elity i nowa stolica

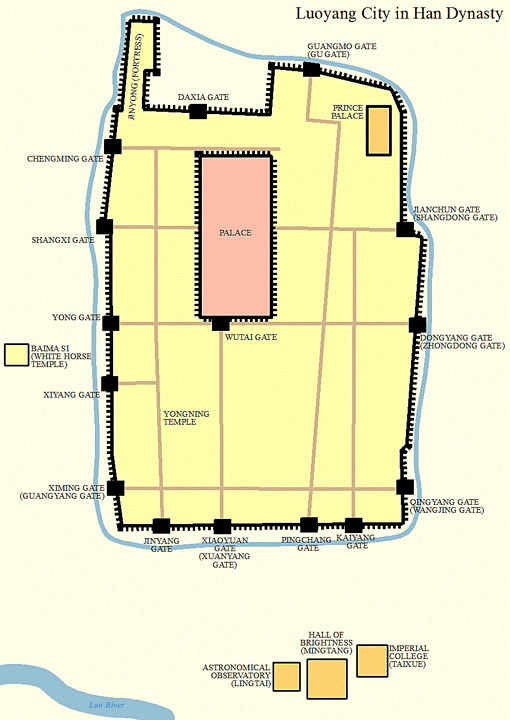
Luoyang w epoce Późniejszej dynastii Han

Jak pisze Hans Bielenstein: „Wojna domowa była toczona przy pomocy mieczy, lancy, kusz i propagandy”. Guangwu zwyciężył w dużej mierze dzięki temu, że podobnie jak poprzedzający go Gengshi odwoływał się do nostalgii za dynastią Han, jako członek dawnego rodu cesarskiego pretendując do przywrócenia jej rządów. Ta propaganda odniosła sukces i roszczenia Guangwu do bycia po prostu kontynuatorem panowania Hanów zostały uznane zarówno przez współczesnych, jak i późniejszą tradycyjną historiografię, która ochrzciła jego zwycięstwo „restauracją Guangwu” (光武中興, Guangwu zhongxing). Po jej upadku dynastia założona przez Guangwu została nazwana „Późniejszą” dynastią Han, w odróżnieniu od poprzedzającej ją „Wcześniejszej”. Jednak jednocześnie obie te dynastie traktowane są jako wspólnie tworzące pewną całość, panowanie dynastii Han. Dla przykładu Fan Ye lamentując nad upadkiem dynastii Guangwu w Księdze Późniejszych Hanów (która miała stać się oficjalną historią dynastii) pisze o końcu „naszych czterystu lat”, łącząc ze sobą rządy Wcześniejszych i Późniejszych Hanów.
Pomimo retoryki „przywrócenia do życia cesarstwa Wcześniejszych Hanów, Późniejsi Hanowie byli w rzeczywistości odmiennym reżimem, niczym więcej niż dynastią przyjmującą tę samą nazwę co Han. Najbardziej fundamentalną różnicą pomiędzy dwoma cesarstwami Han był skład ich elity rządzącej. Ta różnica w sposób znaczący była zdeterminowana przez odmienną geograficzną podstawę ich siły”. Wcześniejsza dynastia Han opierała się na dawnych ziemiach państwa Qin na zachodzie, mając swoje centrum w strategicznie położonym „kraju wewnątrz przełęczy” (Guanzhong), gdzie ulokowana była stolica Chang’an. Wojna domowa charakteryzowała się intensywnym partykularyzmem poszczególnych regionów i zwycięstwo Guangwu oznaczało także zwycięstwo jego rodzinnej komanderii, Nanyang. Poprzez niego ludzie z Nanyangu opanowali najważniejsze stanowiska w państwie i mieli pozostać u władzy przez wiele następnych dziesięcioleci. Oprócz nich w skład nowej elity rządzącej weszły jeszcze dwa rody z północnego zachodu, których przywódcami byli wspomniany już kilkakrotnie Dou Rong oraz mający swoją siedzibę w dolinie rzeki Wei Ma Yuan.
W sumie pochodzące z Nanyangu rody Yin i Deng oraz pochodzące z północnego zachodu rody Ma, Dou i Liang (ten ostatni związany z rodem Dou) do roku 168 dostarczyły Późniejszym Hanom dziewięcioro z jedenastu cesarzowych oraz pięciu z sześciu regentów. Ich dominacja załamała się ostatecznie dopiero po śmierci Dou Wu w walce z eunuchami w 168 i późniejszej rzezi rodu Dou. Jak zostało już zaznaczone na samym początku, pomimo należenia do rodu Liu pokrewieństwo Guangwu z rodziną panującą było w rzeczywistości nader odległe i bez wątpienia ani on, ani jego ojciec czy dziadek nie figurowali już w rejestrach klanu cesarskiego. Analogicznie nowa elita Późniejszych Hanów nie była w żaden istotny sposób związana z dawną elitą wcześniejszej dynastii.
Ta zmiana geograficznego miejsca pochodzenia elity rządzącej i źródła dynastycznej potęgi znalazła wyraz w przeniesieniu stolicy z zachodu na wschód, do Luoyangu. To dlatego chcąc odróżnić swoje czasy od okresu Wcześniejszych Hanów poddani Późniejszych Hanów mówili o tych pierwszych jako o epoce „Zachodniej Stolicy” (西京, xijing), a dzisiaj czasami mówi się o Zachodniej i Wschodniej dynastii Han. Guangwu nakazał otoczyć murami mniej więcej prostokątny obszar o powierzchni 10,1 km², co czyniło z Luoyangu trzecie największe obwarowane miasto świata, po Chang’anie i Rzymie. Mury zostały zbudowane za pomocą techniki ubitej ziemi i ich pozostałości do dziś sięgają 10m wysokości. Miasto było zorientowane na osi północ-południe, z ulicami tworzącymi szachownicę i dzielnicami oddzielonymi od siebie murami. Mury posiadały dwanaście bram i były otoczone fosą, z której od strony wschodniej odchodził kanał dla statków zaopatrujących miasto. W nowej stolicy znajdowały się dwa cesarskie pałace. Wybudowano w niej też Cesarskę Świątynię Przodków (宗廟, zongmiao) i Ołtarz Nieba (南郊, nanjiao).

### Rytuały, proroctwa i legitymizacja dynastii
Guangwu nie mógł pretendować do bycia odnowicielem dynastii Han bez przywrócenia kultu cesarskich przodków oraz ponownego ustanowienia apanaży członków rodu panującego, ich powinowatych i zasłużonych urzędników. Takie postępowanie zapewniało odpowiedni przekaz, zgodnie z którym dynastia Han powróciła do władzy, a ród panujący i jego słudzy z powrotem zajęli należne im miejsca. Dopiero przywrócenie sprawowania właściwych rytuałów oraz apanaży rodu Liu, jego powinowatych i urzędników oznaczało, iż uczyniono zadość fundamentalnej cnocie synowskiej nabożności, bo została zapewniona ciągłość linii rodowej oraz nieprzerwane składanie ofiar przodkom.
To dlatego Guangwu bardzo szybko postawił w nowej stolicy Świątynię Przodków, przystąpił do naprawy ich grobów oraz rozpoczął ceremonie związane z kultem swoich cesarskich poprzedników. 26 stycznia 27 cesarz zdecydował iż należy rozpocząć poszukiwania dziedziców markizatów zniesionych przez Wang Manga. Musiały one być jednak niezbyt gorliwe, ponieważ dziesięć lat później było jedynie 137 markizów domu cesarskiego, około 100 mniej niż w roku 5. Zważywszy na fakt, że Guangwu nadał także wiele markizatów swoim własnym krewnym, wynika z tego jasno, iż większość dawnych markizatów nie została przywrócona. Niechęć Guangwu do przywrócenia w całości dawnego porządku jest jeszcze lepiej widoczna w przypadku księstw. Za Wcześniejszej dynastii Han wszyscy synowie cesarzy oprócz następcy tronu otrzymywali księstwa i w 5 było ich 23. Początkowo Guangwu przywrócił do życia wiele księstw i dodatkowo utworzył 7 nowych. Do roku 35 trzy z nich przestały istnieć wskutek śmierci ich dzierżycieli, zaś po zakończeniu wojny domowej, gdy cesarz nie potrzebował już tak mocno poparcia swojego rodu, 1 kwietnia 37 wszyscy książęta zostali zdegradowani do markizów, z wyjątkiem wuja Guangwu ze strony ojca Liu Lianga oraz synów Liu Yana Liu Zhanga i Liu Xinga, którzy otrzymali tytuły diuków (公, gong). 13 maja 39 cesarz ustanowił diukami także swoich synów, z wyjątkiem następcy tronu, by 1 grudnia 41 wynieść ich do rangi książąt. 21 czerwca 41 także jego dwaj bratankowie oraz zmarły wuj zostali wyniesieni do rangi książąt.
Już w 26 Guangwu ustanowił Cesarski Uniwersytet i pomimo jego ograniczonej znajomości konfucjanizmu był osobiście zainteresowany praktykowanym tam nauczaniem, ponieważ związane ono było z kwestią legitymizacji jego panowania. Cesarz pozostawał pod wpływem konfucjańskiej Szkoły Nowych Tekstów, włącznie z jej apokryfami (讖緯, chenwei) i zawartymi w nich teoriami różnych proroczych omenów. W trakcie wojny domowej wszystkie strony odwoływały się do teorii następstwa pięciu żywiołów, po raz pierwszy przywołanej przez Wang Manga, który przypisał dynastii Han ogień i twierdził, że teraz przyszedł czas na panowanie założonej przez niego dynastii Xin, związanej z żywiołem ziemi. Utożsamiający się z dynastią Han Guangwu nie miał innego wyjścia niż obstawanie przy tym, że czas żywiołu ognia jeszcze nie minął, co oznaczało iż Wang Mang był zwykłym uzurpatorem i dla jego rządów nie ma miejsca w dynastycznym cyklu. Czasami pod wpływem proroczych znaków cesarz  podejmował nawet decyzje dotyczące obsady ważnych stanowisk. Gniewał się także gdy tacy uczeni jak Huan Tan, Zheng Xing czy Yin Min kwestionowali wartość takich omenów. W trakcie panowania Guangwu wszystkie 16 katedr na Cesarskim Uniwersytecie otrzymali zwolennicy Nowych Tekstów. Wyjątkiem był jedynie nauczający Zuozhuan Li Feng, jednak po jego śmierci Szkoła Nowych Tekstów całkowicie zmonopolizowała Uniwersytet. W 56 cesarz ogłosił iż apokryfy mają być uważane za część konfucjańskiego kanonu i związane z nimi dzieła oraz nauki cieszyły się szacunkiem oraz były zachowywane przez cały czas trwania dynastii.
Oprócz kultu przodków Guangwu sprawował także inne rytuały mające zapewnić religijną legitymację jego rządom. Zaraz po wstąpieniu na tron złożył ofiary Najwyższemu Władcy Żółtego Nieba (w ten sposób, naśladując Wang Manga, łączył ze sobą kult Najwyższego Władcy, Żółtego Cesarza i Nieba, temu ostatniemu przyznając jednak centralne miejsce) oraz Świętemu Duchowi Ziemi. Podczas kampanii na wschodzie w 29 nakazał Ekscelencji [zobacz poniżej sekcja Administracja] Song Hongowi złożenie ofiar Konfucjuszowi. Na wiosnę 56 przekonano go zaś do dokonania ofiar Feng Shan na świętej górze Tai Shan oraz sąsiednim szczycie Liangfu, po raz pierwszy od czasów cesarza Wu (141–87 p.n.e.). Z tej okazji Guangwu nakazał sporządzenie steli z najważniejszymi pisanymi proroctwami jakie miał otrzymać oraz ogłosił nową erę panowania, Jianwu zhongyuan („Środkowy Początek”), co miało zainaugurować nową epokę pomyślności dynastii. W tym samym czasie nakazał także budowę na południe od stolicy (tak samo jak Wang Mang) Jaśniejącej Sali (明堂, mingtang) Duchowego Tarasu (靈臺, lingtai) oraz Okragłego Stawu (辟雍, biyong). Wszystko to były budynki, które uczeni wywodzili z tradycji starożytnych władców, lub przynajmniej dynastii Zhou, i symbolizowały one dobre rządy. Dla przykładu w Jaśniejącej Sali król (wang) miał naśladować zachowanie Nieba zmieniając kwatery, ubranie i jedzenie zgodnie z porami roku. To tutaj także dokonywano rytualnej orki, składano ofiary czy sprawowano inne ważne ceremonie.
Od czasów Guangwu aż do roku 1914 oddawanie czci Niebu było uważane za podstawowy obowiązek religijny cesarza. Jego samego oraz szerzej Późniejszą dynastię Han traktowano przy tym jak będących wzorem do naśladowania twórców właściwych rytuałów sprawowanego w pobliżu stolicy kultu. Jak widzieliśmy, w rzeczywistości jednak wiele elementów tego kultu ustanowił Wang Mang, którego rola w tym zakresie nie mogła jednak być uznana, ponieważ dla oficjalnej historiografii był uzurpatorem.

## Administracja

### Rząd centralny
Nowy reżim Guangwu generalnie starał się powrócić do struktury administracyjnej Wcześniejszych Hanów, zarówno na poziomie rządu centralnego, jak i lokalnym, porzucając skomplikowane i idealistyczne reformy oraz nowe tytuły wprowadzone przez Wang Manga. Pomimo programowego nawiązywania do dziedzictwa Wcześniejszych Hanów w rzeczywistości jednak także w zakresie administracji nowy cesarz wprowadził pewne istotne zmiany. Za czasów Wcześniejszych Hanów na czele cesarskiej biurokracji stał kanclerz (丞相, chengxiang), sprawujący władzę na podstawie autorytetu samego cesarza, z Wielkim Sekretarzem (御史大夫, yushi dafu) asystującym mu w szczególności w kwestiach cenzorskich. Tych dwóch oraz rzadziej powoływany Wielki Marszałek (大司馬, da sima) było znanych jako Trzy Ekscelencje (三公, san gong), przy czym to kanclerz był uważany za zajmującego najwyższe miejsce w urzędniczej hierarchii. W 8 p.n.e. podniesiono jednak status Wielkiego Sekretarza, którego stanowisko przemianowano na Wielką Ekscelencję ds. Robót (大司空, da sikong), oraz Wielkiego Marszałka i obniżono rangę kanclerza, którego stanowisko przemianowano na Wielką Ekscelencję ds. Mas (大司徒, da situ). Tym samym kanclerz stał się primus inter pares na równi z dwoma pozostałymi Ekscelencjami i najwyższa władza w ramach biurokracji została podzielona pomiędzy tych trzech urzędników.
Ten system został przejęty przez Wang Manga, który traktował Trzy Ekscelencje bardziej jako doradców niż swoje organy wykonawcze. Podobnie rzecz miała się z Guangwu, który był aktywnym cesarzem, podczas wojny domowej wędrującym po centralnych i wschodnich Chinach oraz dowodzącym wojskami w polu lub często wysyłającym  instrukcje na temat strategii do swoich generałów. Także później podróżował on po kraju i brał aktywny udział w sprawach państwa i chociaż zasięgał często zdania swoich doradców oraz organizował dworskie konferencje dotyczące określonych polityk był zdeterminowany w chęci utrzymania w swoim ręku kontroli nad rządem i nie zamierzał delegować swoich istotnych obowiązków i władzy na kogokolwiek. W 25 mianował Wielkim Marszałkiem Wu Hana, Wielką Ekscelencją ds. Mas Deng Yu oraz Wielką Ekscelencję ds. Robót Wang Lianga. Wu Han pozostał na swoim stanowisku aż do śmierci w 44, jednak sprawujący urzędy dwóch pozostałych Ekscelencji często się zmieniali. W 51 tytuł Wielkiego Marszałka został zmieniony na Wielkiego Komendanta (太尉, taiwei), zaś przedrostek „Wielki” został usunięty sprzed tytułów dwóch pozostałych Ekscelencji.
Guangwu nie tolerował jakichkolwiek interwencji Ekscelencji w swój sposób rządzenia, a w szczególności nie akceptował jakichkolwiek prób ze strony Ekscelencji ds. Mas do wynoszenia się ponad dwóch swoich kolegów i uzurpowania autorytetu, który niegdyś przysługiwał kanclerzowi Wcześniejszej dynastii Han. Za to stopniowo następował wzrost autorytetu Wielkiego Komendanta, który zaczął być uważany za najważniejszą z Trzech Ekscelencji. W sumie w systemie ustanowionym przez Guangwu władza spoczywała pewnie w rękach cesarza, który traktował swoich najwyższych urzędników raczej jak doradców, niż dyrektorów wykonawczych. Ten system działał dobrze za Guangwu i jego bezpośrednich następców, jednak później kiedy do władzy doszli małoletni, lub mniej kompetentni albo energiczni cesarze jego słabości ujawniły się w całej pełni.

### Administracja lokalna
Guangwu zachował także zasadniczą strukturę administracji lokalnej ustanowioną przez Wcześniejszą dynastie Han, z jej hierarchią kolejno powiatów, komanderii i prowincji, poczynił w niej jednak szereg zmian. W 30 zniósł około 400 z ponad 1500 powiatów odnotowanych w 2 n.e. Te redukcje, dokonane przede wszystkim na północnochińskiej Nizinie oraz północnym pograniczu odzwierciedlały ubytek ludności związany głównie z wylewem Huang He na Nizinie oraz kłopotami z Xiongnu i innymi niechińskimi ludami na północy. Powyżej omawialiśmy już proces przywrócenia markizatów i księstw z czasów Wcześniejszych Hanów. Jak zauważył Hans Bielenstein dochody związane z tymi nadaniami oznaczały, iż źródła przychodów dostępne dla rządu centralnego uległy istotnemu ograniczeniu.
W dłuższej perspektywie jeszcze ważniejsze było zrezygnowanie z kontroli nad monopolem solnym, żelaznym i innych minerałów. Za Wcześniejszych Hanów te monopole były kontrolowane przez Ministra Finansów (大司農, da sinong) w stolicy jednak od czasów Guangwu odpowiedzialność za nie przeszła w ręce lokalnych komanderii. Tak samo zdecentralizowane zostały polityka wodna oraz opodatkowanie rybołówstwa. Chociaż namiestnicy komanderii mieli obowiązek składania rocznych raportów oraz bilansów, to w sumie mieli więcej swobody niż ich poprzednicy z przeszłości. W 36 zarządzono iż namiestnicy prowincji nie powinni więcej przybywać na dwór by składać swoje raporty, a w 42 gubernatorzy (牧, mu) prowincji zostali zastąpieni przez niżej usytuowanych w hierarchii urzędniczej regionalnych inspektorów (刺史, cishi), którzy nie posiadali władzy wykonawczej i mieli jedynie prawo raportowania cesarzowi przy określonych okazjach i w ograniczonej liczbie kwestii.

### Armia
Prawdopodobnie najbardziej brzemienną w skutki decyzją Guangwu było zniesienie powszechnego obowiązku służby wojskowej. Za Wcześniejszych Hanów każdy mężczyzna miał obowiązek służby wojskowej pod okiem lokalnego komendanta (尉, wei), po czym przez rok służył w stolicy, na froncie albo w prowincjach. Później powracał do domu i odbywał jesienią coroczne ćwiczenia jako członek lokalnej milicji. W 30 Guangwu zniósł jednak stanowisko komendanta w wewnętrznych komanderiach cesarstwa, przydzielając wszystkie wojskowe obowiązki namiestnikom, i coroczne ćwiczenia zostały zaniechane. Pozostał generalny obowiązek służby w wojsku w razie potrzeby i na terytoriach pogranicznych nadal wzywano mężczyzn do odbywania szkolenia. Ponadto przy okazji lokalnej ekspansji bandytyzmu lub rebelii powołanie komendanta w danej komanderii mogło prowadzić do tymczasowego przywrócenia powszechnego obowiązku służby wojskowej, jednak poddani Późniejszych Hanów w większości nie byli obyci z bronią i posiadali ograniczoną przydatność w razie większej wojny.
Za tą decyzją, podjętą pod koniec wojny domowej, stała bez wątpienia chęć Guangwu do zmniejszenia liczby ludzi pod bronią i tym samym prawdopodobieństwa wybuchu rebelii. Wojskowe umiejętności potencjalnych bandytów czy rebeliantów były odtąd wyraźnie mniejsze, tak samo jak lojalnych sił lokalnych. Ta polityka była kontynuowana przez następców Guangwu i obowiązek służby wojskowej zastąpiono wojskowym podatkiem (更賦, gengfu), zaś armia zaczęła opierać się na ochotnikach i obcych najemnikach. Wraz z tym jak pogłębiał się podział na cywili i żołnierzy armia zaczęła być wyspecjalizowanym społeczeństwem wewnątrz społeczeństwa. Zniesienie powszechnego obowiązku służby wojskowej miało szczególnie daleko idące konsekwencje, ponieważ „żaden z reżimów w cesarskim okresie dziejów Chin nie przywrócił w pełni tego systemu”. Jeszcze w pierwszej połowie XX wieku chiński historyk Haizong Lei (1901–1962) przedstawiał zniesienie powszechnego obowiązku służby wojskowej jako decydujący krok prowadzący do upadku chińskiego wojskowego ducha, wskutek czego jego rodacy musieli znosić obce najazdy w XIX wieku.

## Konsolidacja cesarstwa

### Sprawy Południa
Po pokonaniu Gongsun Shu Guangwu nie miał już żadnych poważnych przeciwników we właściwych Chinach, jednak regiony pograniczne nadal były niespokojne. Zwycięstwo nad Gongsun Shu sprawiło, że lokalni urzędnicy i niechińscy wodzowie południowego zachodu szybko uznali władzę nowego cesarza. Jeden z takich wodzów, Ren Gui, był na tyle potężny, że Guangwu uznał jego tytuł księcia Qionggu (dzis. Xichang), łamiąc regułę zgodnie z którą tytuł ten mógł przysługiwać tylko członkom rodu cesarskiego. Już jednak w 38 Guangwu cofnął swoje uznanie, wysyłając Ren Gui jedynie insygnia namiestnika komanderii Yuexi (ze stolicą w Qionggu). Kiedy w 43 generał Liu Shang przybył by stłumić lokalną rebelię znienacka zaatakował Ren Gui, po czym po jego ujęciu dokonał na nim egzekucji. W ten sposób zakończył się okres względnej niezależności Yuexi. W 47 wódz ludu Ailao (być może będących Tajami) Xianli zaatakował komanderię Yizhou (ze stolicą w Dianchi, dzis. Kunming), jednak chociaż atak zakończył się powodzeniem, to w drodze powrotnej wielu jego ludzi utonęło podczas sztormu na rzece Mekong. Osłabiony Xianli w 51 uznał chińską zwierzchność.
Jak już pisaliśmy powyżej, po tym jak Cen Peng w 29 opanował komanderię Nan władzę nowego cesarza uznali także namiestnicy prowincji położonych na południe od Jangcy. Formalnie rzecz biorąc od tej pory cesarstwo rozciągało się ponownie aż po Góry Południowochińskie, południowe wybrzeże Chin i dzisiejszy Wietnam. Region jednak był niespokojny i w trakcie panowania Guangwu wybuchły w nim dwie poważne rebelie. Najpierw wiosną 40 wybuchł bunt Yue pod przywództwem sióstr Zheng Ce i Zheng Er (wiet. Trưng Trắc i Trưng Nhị) w komanderii Jiaozhi, w delcie Rzeki Czerwonej. Insurekcja rozprzestrzeniła się na komanderię Hepu (ze stolicą w dzis. Beihai) i dopiero w roku 42 Ma Yuan przybył na Południe i zebrał wystarczająco silną armię, by po 12 miesiącach kampanii w następnym roku pokonać i zabić siostry Zheng oraz wielu ich zwolenników. W ramach pacyfikacji Yue Ma Yuan nakazał przetopić plemienne bębny z brązu na statuę konia, którą wysłano do Luoyangu w darze cesarzowi.
Drugim źródłem kłopotów na Południu były niechińskie ludy komanderii Wuling, zamieszkujące wzgórzyste tereny na zachód od jeziora Dongting w dzisiejszym Hunanie. W 46 Liu Shang stłumił rewoltę w położonej w sąsiedztwie komanderii Nan i kiedy zimą 47/48 wybuchł bunt w Wuling został wysłany przeciwko powstańcom. Jego armia znalazła się jednak w pułapce miejscowych wzgórz i przełęczy, tak że poniosła druzgocącą klęskę, w której Liu Shang zginął. Ma Yuan, który został wysłany na jego miejsce, miał więcej szczęścia, i chociaż on sam zmarł w 49 to rebelianci zostali zmuszeni do kapitulacji.
Wuling pozostało jednak ogniskiem zapalnym przez resztę Późniejszej dynastii Han, z większą liczbą buntów niż w jakimkolwiek innym regionie prowincji Jing. Było to spowodowane przede wszystkim tym, iż Wuling było położone na głównym szlaku migracji Chińczyków na Południe, która rozpoczęła się za czasów Wang Manga i wojny domowej. Wiele rebelii miało przyczynę w resentymencie miejscowej ludności w sytuacji rosnącej presji na ich ziemię, a sprzyjały im trudny teren oraz siła tubylczych plemion.

### Xiongnu i północne pogranicze

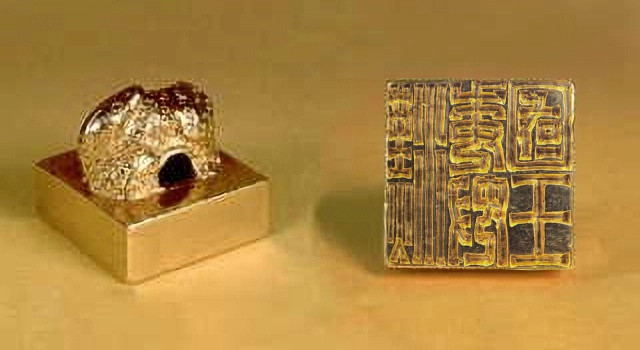
Złota pieczęć podarowana przez Guangwu władcy japońskiego królestwa Na w 57. Uznając w ten sposób władzę obcego króla Guangwu jednocześnie włączał go do systemu państw przynajmniej nominalnie uznających cesarską zwierzchność. Zdjęcie podwójne, prezentujące spód i górę pieczęci. Zbiory Muzeum miasta Fukuoka

W latach 30. północno-zachodnie pogranicze borykało się z niepokojami ze strony Qiangów, którzy ostatecznie zostali jednak pokonani przez Ma Yuana. Jak miała pokazać przyszłość, to zwycięstwo nie było ostateczne, szczególnie w sytuacji gdy wielu Chińczyków opuściło niespokojny region, a Ma Yuan prowadził politykę osiedlania pokonanych Qiangów na terytorium cesarstwa. Za panowania Guangwu głównym problemem tego regionu pozostawali jednak Xiongnu.
W połowie lat 20. pretensje do cesarskiego tronu podtrzymywał niejaki Lu Fang, który początkowo działał w górnym biegu Huang He w komaderii Anding, by później przenieść się w rejon jej północnego zakola do komanderii Shuofang i Wuyuan. Jego pozycja nie była zbyt silna, popierał go jednak shanyu Xiongnu Yu (18–46), któremu podobało się posiadanie pretendenta, za pomocą którego można było wywierać presję na Chiny. W 30 siły Lu Fanga okupowały komanderię Dai (ze stolicą w Dai, nieopodal dzis. Yuzhou w Hebei) i wojska cesarstwa zostały zepchnięte do defensywy. Po pokonaniu Wei Ao w 33/34 Hanowie przystąpili jednak do ataku i w 36 zmusili Lu Fanga do ucieczki do Xiongnu. Region był jednak nadal otwarty na rajdy tych ostatnich i w 39 Lu Fang powrócił do komanderii Dai, by niedługo później dojść do porozumienia z Guangwu, który uznał go księciem Dai za cenę rezygnacji z jego cesarskich roszczeń. Wkrótce Lu Fang ponownie się zbuntował, by w 42 raz jeszcze udać się na wygnanie do Xiongnu, tym razem na zawsze.
Ucieczka Lu Fanga nie przyniosła ulgi cesarstwu, gdyż Xiongnu nadal pozostali agresywni i ich presja i rajdy doprowadziły do tego, że większa część północnego pogranicza została opuszczona. Na szczęście dla Chin w 46 shanyu Yu zmarł i wśród Xiongnu wybuchła wojna o sukcesję pomiędzy jego synem Punu (48–?) a kuzynem Bi (48–56). Ten drugi był znacznie słabszy od swojego przeciwnika toteż w roku 50 zdecydował się uznać chińską zwierzchność. W rezultacie Xiongnu ulegli podziałowi na Północnych, nadal koczujących na odległym stepie, oraz Południowych, którzy osiedlili się w regionie Ordosu tworząc tam zależne od cesarstwa państwo. Ta nagła zmiana sytuacji pozwoliła siłom Hanów na odbicie pogranicznych terenów zajętych wcześniej przez Xiongnu, którzy przestali stanowić poważne zagrożenie. Także Wuhuan i Xianbei uznali nominalną chińską zwierzchność, a ich lojalność była podtrzymywana przez system subsydiów. Również Trzy Królestwa Korei przysłały trybut, a w ostatnim roku swojego życia Guangwu przyjął też misję władcy z odległej Japonii.
Pokolenia historyków obwiniały Guangwu o niewykorzystanie okazji do ostatecznego pokonania Północnych Xiongnu i obarczały go odpowiedzialnością za późniejszy tragiczny upadek zachodniej dynastii Jin (265–316). Dla przykładu Hans Bielenstein uważał, że Guangwu powinien w przymierzu z Południowymi Xiongnu zniszczyć Północnych Xiongnu raz na zawsze i jego bierność w tym względzie opisywał jako największy błąd jego panowania. Rafe de Crespigny uważa, że rzeczywistym problemem było opuszczenie przez chińskich osadników niespokojnych północnych terenów i w powstałej w ten sposób sytuacji lokalnej chińskiej słabości zgoda na osiedlenie Południowych Xiongnu była rozsądnym rozwiązaniem. Upadło ono dopiero na skutek nadmiernych ambicji Dou Xiana pod koniec stulecia. Z kolei Wicky W.K. Tse zauważa, że rozumowanie Bielensteina zakłada, iż Północni Xiongnu zostaliby w decydujący sposób pokonani przez wspólną ekspedycję cesarstwa i Południowych Xiongnu, a ci ostatni powróciliby na rodzime stepy, gdy ani jedno ani drugie nie było wcale pewne. Ponadto nie istniała także gwarancja, że po takiej kampanii stosunki pomiędzy Południowymi Xiongnu a Chinami pozostałyby przyjazne. Przede wszystkim jednak Bielenstein „upraszcza i bagatelizuje wyzwania przed jakimi stał Liu Xiu oraz opcje - zasoby i narzędzia - jakie miał do dyspozycji”.
Tse wiąże niechęć Guangwu do walki z Xiongnu również z charakterem Późniejszej dynastii Han, której elita wywodziła się ze wschodu, a nie jak w przypadku Wcześniejszej dynastii Han północnego zachodu, stąd interesy tego ostatniego nie miały dla niej tak istotnego znaczenia jak dla poprzedników. W 45 delegacja szesnastu państw Regionów Zachodnich prosiła Guangwu o przywrócenie chińskiego protektoratu, cesarz jednak odmówił, oświadczając że państwa regionu powinny postępować tak jak zechcą. Guangwu po prostu nie zamierzał angażować się w konflikty Azji Środkowej.

## Cesarska rodzina, polityka frakcyjna i kwestia następstwa tronu
Jak już pisaliśmy powyżej, zwycięstwo Guangwu oznaczało także zwycięstwo rodów z jego rodzinnej komanderii, Nanyang, zaś oprócz nich w skład nowej elity rządzącej weszły jeszcze dwa rody z północnego zachodu, których przywódcami byli Dou Rong oraz Ma Yuan. Przynajmniej początkowo niemal żadnego udziału w rządach na poziomie centralnym nie uzyskały natomiast klany z północnego wschodu, dzięki którym Guangwu uzyskał samodzielną pozycję, pozwalającą mu w 25 ogłosić się cesarzem. To dlatego w 26 wybuchły bunty Liu Yanga i Peng Chonga. Niezadowolenie północnego wschodu musiało być w jakiś sposób opanowane i Guangwu dokonał tego wybierając na swoją cesarzową siostrzenicę Liu Yanga, Guo Shengtong. Uroczysta ceremonia ogłoszenia nowej cesarzowej odbyła się 10 lipca 26 i jednocześnie jej najstarszy syn z Guangwu, Liu Qiang, został ogłoszony następcą tronu. To ustępstwo zadowoliło północne rody, ponieważ otwierało bezpośredni dostęp do władcy poprzez cesarzową.
Gdy wojna domowa się zakończyła, poparcie północy przestało być tak ważne i zaczęły rosnąć naciski na to, by cesarzowa wywodziła się z Nanyang. Wiązało się to także z kwestią następstwa tronu, ponieważ dziedzicem cesarza był zazwyczaj najstarszy syn z jego związku z cesarzową. Jeśli następca Guangwu wywodziłby się z Nanyang zarówno ze strony ojca, jak i matki, pozycja frakcji z tej komanderii uległaby dalszemu wzmocnieniu. Guangwu przez długi czas opierał się tym naciskom, ostatecznie jednak uległ, i 1 grudnia 41 rozwiódł się z Guo Shengtong, którą w roli cesarzowej zastąpiła Yin Lihua, wywodząca się z wpływowego rodu z Nanyang. Niemal dwa lata później, 20 sierpnia 43, następcą tronu przestał być Liu Qiang, stał się nim zaś najstarszy syn Guangwu i Yin Lihua, Liu Zhuang.
Źródła opisują te wydarzenia w kategoriach czysto osobistych, twierdząc iż cesarzowa Guo stała się mściwa i nieposłuszna, podczas gdy Yin Lihua była łagodną, dobrą, prawdziwą miłością Guangwu. W rzeczywistości cesarz bez wątpienia żywił ciepłe uczucia w stosunku do obu kobiet, które obie urodziły mu po pięciu synów. Jedyną prawdziwą przyczyną rozwodu była polityka i Guangwu zdawał się żałować tej konieczności. Guo Shengtong była jedyną cesarzową Późniejszej dynastii Han, która po rozwodzie nie została uwięziona. Pozwolono jej żyć w spokoju w Północnym Pałacu aż do jej śmierci 22 lipca 52, po której odbył się jej państwowy pogrzeb.
Więzy powinowactwa służyły także scementowaniu sojuszu Guangwu z innymi frakcjami na dworze. Dla przykładu zarówno syn Dou Ronga Mu, jego wnuk Xan jak i bratanek Gu ożenili się z córkami bądź wnuczkami cesarza. Podczas gdy pozycja frakcji z Nanyang była nienaruszalna ze względu na pochodzenie samego cesarza, po pewnym czasie wybuchł ukryty konflikt pomiędzy frakcjami Dou a Ma. Gdy w 48 Ma Yuan walczył z rebelią w komanderii Wuling na dworze członkowie rodu Dou zaczęli oskarżać go o niekompetencję. Ma Yuan zmarł w następnym roku, co stanowiło naturalne osłabienie wpływów Ma, i wkrótce składane jeden po drugim memoriały zaczęły oczerniać ich zmarłego przywódcę, oskarżając go o korupcję. W rezultacie Ma Yuan został pośmiertnie pozbawiony tytułu markiza i zrównany z gminem, a  frakcja Ma straciła swoje wpływy. Być może dostrzegając że potraktował Ma Yuana niesprawiedliwie, lub chcąc zrównoważyć rosnącą siłę Dou i frakcji z Nanyangu, w 52 Guangwu zgodził się jednak przyjąć córkę Ma Yuana do haremu następcy tronu. Była to przyszła cesarzowa Ma, dzięki której Ma mieli przed sobą lepszą przyszłość.
Guangwu zmarł 29 marca 57, w wieku sześćdziesięciu dwóch lat. Otrzymał imię świątynne Shizu (Założyciel Epoki) zaś jego grób, zbudowany na południowy wschód od Luoyangu, został nazwany „Kopcem Początku”. Zgodnie z testamentem zmarłego obrzędy pogrzebowe miały skromny charakter, na wzór cesarza Wena (180–157 p.n.e.) z Wcześniejszej dynastii Han. Inaczej niż za poprzedniej dynastii nie został ustanowiony specjalny powiat powiązany z grobem cesarza i następcy Guangwu mieli postąpić za jego przykładem w tej kwestii.